# Держирука Володимир
Держирука Володимир (*6 грудня 1882 Ігровиця Тернопільський повіт, Австро-Угорщина — †27 вересня 1932 Майнерсвіл, США) — український журналіст, письменник, перекладач.

## Життєпис
Народився 6 грудня 1882 року у селі Ігровиця Тернопільського повіту. Здобув гімназичну освіту в Тернополі та Львові, закінчив духовну семінарію у Львові, студіював у Римі. У 1909 році висвячений. У 1910 році прибув до США, де працює парохом у різних парафіях. Редагував тижневик «Заокеанська Русь». Від 1912 — парох у місті Скрентон. Брав активну участь у церковному та громадському житті, працював у товаристві «Провидіння». Помер 27 вересня 1932 року у Майнерсвілі.

## Творчість
Автор оповідань «Під шум млинських коліс», «Розбишаки в паломничій одежі», комедій «Царицині черевички», Червона свитка та інші, музики до музику до віршів, коляд («Прийшли ангели»). Автор слів і музики до оперети «В тіні Різдвяної ночі», віршів, оповідань.
Друкував проповіді в українському католицькому національно-громадському часописі «Америка». Займався перекладом. Переклав роботи ірландського письменника Шігана («Мій новий сотрудник»), американського — Марка Твена («Том Сойєр», «Князь і жебрак») та інші.